# Rhopalophora rubecula
Rhopalophora rubecula là một loài bọ cánh cứng trong họ Cerambycidae.